# Xylopia lamarckii
Xylopia lamarckii är en kirimojaväxtart som beskrevs av Henri Ernest Baillon.
Xylopia lamarckii ingår i släktet Xylopia och familjen kirimojaväxter. IUCN kategoriserar arten globalt som akut hotad. Inga underarter finns listade i Catalogue of Life.